# Parafia Matki Bożej Ostrobramskiej w Szufnarowej
Parafia Matki Bożej Ostrobramskiej w Szufnarowej − parafia rzymskokatolicka znajdująca się w diecezji rzeszowskiej w dekanacie Wielopole Skrzyńskie.  
Kościół parafialny pw. Matki Bożej Ostrobramskiej. Parafia erygowana w 1971 r. dekanat frysztacki. Obecnie dekanat wielopolski.
Szufnarowa to wieś, która leży w dawnym powiecie jasielskim w okolicy podgórskiej, nad potokiem o tej samej nazwie, stanowiącym lewy dopływ Wisłoka. Jest to wieś górzysta. Wysunięta ku północy chaty są usytuowane na wzniesieniu 346 m n.p.m., a wzniesienia południowe sięgają 310 m n.p.m. Dolina potoku od wschodu i zachodu opasują wzgórza uprawne. Przez wieś prowadzi droga łącząca Wiśniową z Wielopolem. Domy ciągną się wzdłuż drogi. Nazwa wsi pochodzi od swego założyciela Szufhara. Szufnarowa wspomina J. Długosz jako Schufmerhaus.
W 1508 r. jest Szufnarowa własnością Jakuba pana ze Szufharowej. W roku 1536 wieś należała do szlachcianki Fides Szufharowskiej, która miała na niej zabezpieczony swój posag i posag jej synów. Było wówczas we wsi 50 kmieci, płacących czynszu 10 grzywien z roli. Karczma płaciła grzywnę i kamień łoju. Kmiecie dawali 681/2 korca owsa, kury, jaja i inne.       We wsi istniał dwór łany dworskie, trzy opuszczone sadzawki i mały młyn. Wartość oszacowana była na 600 grzywien.
W roku 1581 wieś należała do pana Kozłowskiego i liczyła wówczas 26 kmieci, 7 łanów, 4 zagrody, 5 komorników z bydłem, 7 komorników bez bydła i 2 rzemieślników.
Na początku XIX wieku Szufnarowa należała do ks. Jabłonowskiego, a już w 1872 r. stanowiła własność Witolda Rogojskiego i miała 886 mórg, które zostały rozparcelowane między włościan.
W 1880 r. Szufnarowa miała 222 domy i 1477 mieszkańców w tym 26 izraelitów. Posiadłość Arona Abiza i Gilty Biron miała 89 mórg. Posiadłość włościan w tym czasie liczyła: 1284 mórg roli, 47 mórg łąk, 159 mórg pastwisk i 171 mórg lasu. We wsi istniała szkoła ludowa.
Szufnarowa graniczy od zachodu z Pstrągówką, od wschodu z Różanką i Niewodną, od południa z Wiśniową, a od pomocy z Wielopolem Skrzyńskim. Jest odległa 4 km w linii prostej na południe od Wielopola, a 6 km na pomoc od Wiśniowej.
Od samego początku aż do 1971 r. należała do parafii rzym.kat. w Niewodnej oddalonej o około 7 km. Placówka duszpasterska w Szufnarowej wchodziła w skład parafii w Niewodnej.
W latach XXych mieszkańcy Szufnarowej myśleli o budowie ko! ścioła. Chcieli oni kupić od Żyda ziemię jako beneficjum i teren pod budowę nowego kościoła. Ówczesny ksiądz proboszcz w Niewodnej nie wyraził zgody. W 1955 znowu podjęli decyzję wybudowania kościoła i zaczęli gromadzić materiał budowlany. Władze cywilne siłą, pogróżkami zmusiły do rozbiórki szopy, która miała być tymczasową kaplicą. W 1969 r. wybudowano w Szufnarowej nową remizę Straży Pożarnej. Starą remizę chciano kupić na punkt katechetyczny z myślą o przeznaczeniu jej na kaplice. Gdy władze komunistyczne dowiedziały się o tym, zaraz zrobiły w starej remizie magazyn nawozów sztucznych. We wrześniu 1969 r. gospodarz w Szufnarowej, Tęczar Bożydar w którego domu już od 7 lat był punkt katechetyczny, zaoferował sprzedaż tego domu wraz z podupadłym gospodarstwem. Postanowiono zakupić ten obiekt, by tam urządzić kaplicę. Ks. Biskup Ordynariusz zlecił tę sprawę księdzu Bronisławowi Domino wikariuszowi w Niewodnej.
Administrator parafii Niewodna ks. Jan Ramocki ogłosił, aby parafianie składali ofiary na kupno domu w Szufnarowej na kaplicę. Oczywiście w ten sposób władze komunistyczne dowiedziały się natychmiast o tych zamiarach. Ks. Ramocki wbrew poleceniom ks. biskupa w lutym 1970 r. przekazał prowadzenie sprawy ks. Linkowi. Nawet w tajemnicy ks. Ramocki i k. Linek wyjęli dokumenty z Geodezji wystawione na nazwisko ks. Bronisława Domino. Dopiero 19 marca 1970 r. Ks. Bp jeszcze raz zlecił organizowanie placówki wikariuszowi ks. Bronisławowi Domino. Na tej podstawie w dniu 17 kwietnia 1970 r. ks. Domino kupił od Bożydara Tęczara dom mieszkalny, stodołę i stajnię pod jednym dachem i 2,5 ha gruntu za 131.500 zł. Dotychczasowy właściciel wyjechał do miejscowości Żeglce powiat Krosno. Ks. Dominio został zameldowany i od kwietnia 1970 r. zamieszkał w kupionym domu.
Gdy władze dowiedziały się o tym, zaczęły się trudności. Już 20 kwietnia 1970 r. Wydział Oświaty Pręż. P.R.N. w Strzyżowie wydał zakaz działalności punktu katechetycznego w Szufnarowej ze względu na usterki techniczne lokalu, a mianowicie niedostateczne oświetlenie dzienne i nie posiada wysokości 320 cm, a ma tylko 289 cm. Na skutek interwencji ludności Komisja z Wydziału Oświaty zezwoliła na działalność punktu do września 1970 r. Przy końcu czerwca w czasie wakacji rozpoczęto remont budynku mieszkalnego wraz z punktem katechetycznym. Natychmiast architekt powiatowy Julian Kędzior, którzy przybył na miejsce wraz z pracownikiem Antonim Bankiem wydali w dniu 6 lipca zakaz dalszego remontu. W dniu następnym (7 VII) Wydział BUA w Strzyżowie przy pomocy milicji i przywiezionych robotników pod nieobecność księdza Domino w mieszkaniu, wyrzucili wszystkie jego osobiste rzeczy z mieszkania i mieszkanie zaplombowano. W czasie tej „akcji" odsunięto ludność od budynku i milicja nikogo nie dopuszczała na podwórze. Po powrocie księdza wręczyli mu decyzję o wstrzymaniu robót remontowych oraz doraźnym zabezpieczeniu robót przez nie udostępnienie budynku. O pozwolenie na dalsze roboty remontowe mógł wystąpić właściciel budynku do dnia 30 lipca 1970 r. W tej sytuacji ks. Domino zamieszkał w stodole, gdyż dom zaplombowano, a drzwi i okna zabito deskami. Wieczorem 7 lipca ks. Domino odprawił Mszę św. w stodole. Na odwołanie od bezprawnej eksmisji z mieszkania ks. Domino otrzymał odpowiedź z Pręż. PRN w Strzyżowie, że decyzja Wydziału BUA jest zgodna z przepisami prawa budowlanego. W lipcu 1970 r. przewodnicząca Koła Gospodyń Wiejskich Krystyna Drygaś zorganizowała delegację kobiet z petycją podpisaną przez wszystkie kobiety Szufnarowej do władz powiatowych o otwarcie punktu katechetycznego. Przewodniczący PPRN nie przyjął delegacji kobiet. Udały się do Komitetu Powiatowego PZPR, gdzie oświadczono im, że punkt katechetyczny w Szufnarowej będzie mógł działać nawet w najgorszym lokalu, tylko nie w tym, w którym mieszka ks. Domino, bo on ma mieszkać w Niewodnej.
Dnia 11 lipca 1970 r. u notariusza w Krośnie były właściciel Bożydar Tęczar dał ks. Domino pełnomocnictwo na przeprowadzenie remontu w domu i występowania w jego imieniu wobec wszystkich władz i urzędów. Na podstawie tego upoważnienia ks. Domino złożył odwołanie do Prezydium WRN w Rzeszowie i wystąpił o zezwolenie na remont budynku.
Dnia 10 września 1970 r. otrzymał pismo z Wydziału Budownictwa w Strzyżowie, że remont budynku jest niemożliwy i uzasadniony przy zachowaniu następujących warunków:
- przeznaczenie budynku nie ulegnie zmianie,
- wygląd budynku pozostanie bez zmian,
- przebudowa stropu i kominów może być wykonana po uzyskaniu oddzielnego pozwolenia.  
Równocześnie Wydział zawiadamiał, że skierował sprawę za dotychczasowe naruszenie prawa budowlanego na drogę postępowania karnego. W październiku 1970 r. Pręż. WRN w Rzeszowie zmieniło częściowo zaskarżoną decyzję Powiatowego Wydziału Budownictwa i uchyliło zarządzenie nie udostępnienia budynku, gdyż uznano, że jeśli budynek ma być remontowany, to dostęp do niego jest konieczny. Po wielu przesłuchaniach przez MO w Strzyżowie i w Rzeszowie przesłano sprawę o remont budynku mieszkalnego bez zezwolenia, do Sądu w Strzyżowie, który na rozprawie w dniu 10 listopada 1970 r. skazał ks. Domino na 5000 zł grzywny i 550 zł kosztów. Dnia 8 grudnia 1970 r. odprawiono Mszę św. w „stodole", w której uczestniczyło ponad 200 wiernych. Natychmiast zjawiła się milicja. Wzywano niektórych mieszkańców na posterunek, gdzie pytano czy byli na Mszy św., kto im dał znać, że będzie Msza św., czy zbierano składkę, czy było kazanie.
W dniu 14 grudnia Komenda Pow. MO w Strzyżowie zabroniła księdzu odprawianie Mszy św. dla ludzi i zagrożono mu surowymi karami. Msze św. nadal odprawiano, a w Boże Narodzenie było w „Stodole" trzy Msze św. Milicja jeździła i obserwowała z drogi idących na Mszę św., aby ich wzywać na przesłuchania. Z wiosną 1971 r. rozpoczęto remont budynku gospodarczego, aby przerobić go na kaplicę. Pod koniec marca 1971 r. założono fundamenty pod całym budynkiem, a od 27 marca kilkunastu murarzy obmurowało ściany budynku pustakami. Następnie przebudowano dach. Dnia 29 marca 1971 r. Wydział BUA w Strzyżowie wydał decyzję doprowadzenia budynku do pierwotnego stanu. Mimo tych decyzji pracy nie przerwano. Prace organizował ks. Bronisław Domino. Inwestycję realizowano systemem gospodarczym w kilku etapach, ze względu na trudności wynikające z braku pozwolenia. W gromadzeniu i dostarczaniu materiałów, a następnie w pracach budowlanych brała udział cała społeczność parafialna. W dniu 15 czerwca 1971 r. ks. Bronisław Domino był przesłuchiwany w sprawie budowy kościoła w Komendzie Woj. MO w Rzeszowie od godz. 830 do godz. 1750.
W wyniku tych „dochodzeń" dnia 9 lipca prokurator powiatowy skierował wniosek do Sądu Najwyższego w Warszawie, aby sprawę ks. Domino rozpatrywał inny sąd powiatowy. Sąd Najwyższy przekazał sprawę do rozpoznania sądowi powiatowemu w Rzeszowie. Na rozprawie w Rzeszowie odbytej dnia 4 stycznia 1972 r. ksiądz otrzymał wyrok 10 tys. zł grzywny i 1050 zł kosztów. Prócz ks. Bronisława Domino, który dźwigał na sobie cały ciężar odpowiedzialności wobec władz i nieustraszenie bronił sprawy kościoła, było cały szereg ludzi szczególnie oddanych i zasłużonych.
Koszty budowy kościoła wyniosły około 300 tys. zł nie licząc bezpłatnej robocizny parafian. Ponosili je mieszkańcy Szufnarowej, wspomagani przez całą parafię w Niewodnej i kasę diecezjalną. Wspólnym wysiłkiem przy olbrzymich trudnościach powstał w Szufnarowej kościół pw. Najświętszej Marii Panny, zbudowany z pustaków i szczerych serc mieszkańców o powierzchni 344 m² i wymiarach 14 m długości, 12,5 m szerokości i 5,5 m wysokości. Jest usytuowany w środku placówki duszpasterskiej. Najdalsza odległość od kościoła wynosi około 5 km. Kościół z zewnątrz otynkowany „taraboną", wewnątrz tynkiem. W początkowej fazie posiadał wyposażenie w sprzęt i naczynia liturgiczne najbardziej potrzebne, częściowo darowane, a częściowo zakupione. Ołtarz prowizoryczny, twarzą do ludzi, pulpit, chrzcielnica, konfesjonał, głośnik. Oświetlenie elektryczne. Nie posiada ogrzewania. Inne paramenty liturgiczne. Kościół jest ogrodzony płotem na podmurówce betonowej. W 1971 r. erygowano samodzielną parafię w Szufnarowej przez wydzielenie jej z parafii Niewodna.
Pierwszym proboszczem został mianowany ksiądz Bronisław Domino. Parafia w 1972 r. liczyła domów 309, rodzin 340 i 1520 wiernych. 
Od 8 grudnia 1970 r. (gdy na miejscu ks. Domino odprawiał codziennie Msze św.) coraz więcej wiernych uczęszcza do kościoła. 
Kościół w jego obecnym kształcie poświęcił Ks. Bp Ignacy Tokarczuk w 1975r.
Tekst pochodzi z książki: ks. A. Szypuła, Historia nowych kościołów w diecezji przemyskiej 1966-1993, s. 50-54